# Ex oratorio di San Sebastiano (Altare)
L'ex oratorio di San Sebastiano è un ex luogo di culto cattolico adibito ad uso profano, situato in piazza San Sebastiano, nel comune di Altare, in provincia di Savona.

## Storia e descrizione

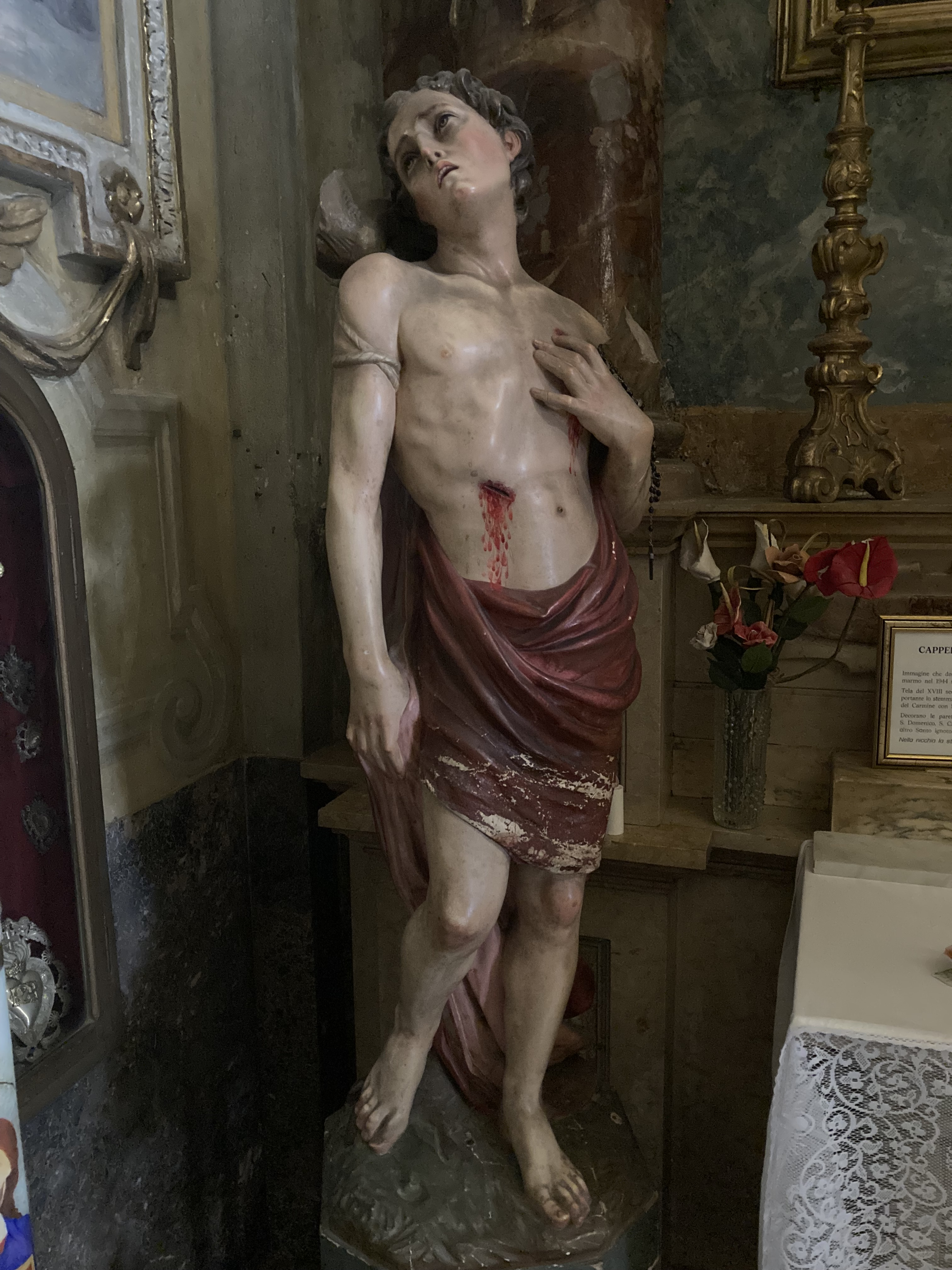
La statua di San Sebastiano (oggi collocata nella chiesa parrocchiale)

Costruito presumibilmente nella prima metà del XVII secolo a seguito dell'epidemia di peste che colpì la popolazione tra il 1628 e il 1631, ricalcava originariamente lo stile artistico rinascimentale-barocco. Sulla facciata, rimaneggiata nel 1909 insieme ad altre parti dell'edificio, è presente una croce in legno murata nel 1926 a ricordo di una missione rurale dei frati cappuccini, svolta in occasione dell'anno santo del 1925.
Il campanile inizialmente sorgeva sul lato destro. Dopo che il violento terremoto nel 1887 ne costrinse la demolizione, venne realizzato l'attuale sul lato sinistro.
L'oratorio è stato ridotto ad uso profano nel 1972 e fino al 2004 fu la sede provvisoria del locale museo del vetro (poi trasferito nei locali di villa Rosa) e successivamente è stato adibito ad uso privato.
La statua lignea del Santo Titolare, risalente al 1900 circa, è stata trasferita nella chiesa parrocchiale.